# جيمس باركر (سياسي)
جيمس باركر (بالإنجليزية: James Barker) هو سياسي أمريكي، ولد في 1623 في المملكة المتحدة، وتوفي في 1702 بنيوبورت في الولايات المتحدة.